# ExPASy
ExPASy is een internetportaal die beheerd wordt door het Zwitserse Instituut voor Bio-informatica (SIB). Het is een uitbreidbaar en geïntegreerd informatiesysteem dat toegang biedt tot vele wetenschappelijke bronnen, databases en softwaretools die men kan gebruiken voor onderzoek in de levenswetenschappen.
ExPASy biedt toegang tot een breed scala aan informatie in veel verschillende domeinen, zoals proteomica, genomica, fylogenetica, populatiegenetica en transcriptomica. De afzonderlijke bronnen (databases, webgebaseerde en downloadbare softwaretools) worden gedecentraliseerd beheerd door verschillende groepen van het SIB en partnerinstellingen. Het internetportaal is bedoeld voor zowel ervaren gebruikers als voor mensen die niet bekend zijn met een specifiek domein in de levenswetenschappen: met name de nieuwe webinterface biedt visuele begeleiding.